# أم عيسى بنت الهادي
أم عيسى بنت مُوسى الهادي بن مُحَمَّد المِهْدِي العبَّاسيُّ الهاشِميُّ القُرشيُّ، هي أميرة عبَّاسيَّة وابنة الخليفة موسى الهادي، وابنة أخ الخليفة هارون الرشيد والزوجة الأولى للخليفة العباسي عبد الله المأمون.
ولدت أم عيسى حوالي 783 أو 785 من إحدى جواريه. وقضت طفولتها في بغداد. كانت طفلة صغيرة عندما توفي والدها عام 786. وعندما اعتلى عمها هارون الرشيد الخلافة اعتنى بها هي وشقيقها بعد وفاة الهادي.
تزوجها المأمون في عهد هارون الرشيد وهو في الثامنة عشرة من عمره، ورزق منها ولدان محمد الأصغر وعبد الله. وكذلك تزوجا ابنا الهادي إسماعيل وجعفر من بنات هارون راشد حمدونة وفاطمة على التوالي. وهكذا كانت ابنتا هارون أيضًا أبناء عمومة وأخت زوج لأم عيسى. عاشت حياة منعزلة في قصر الخليفة لا يعرف عنها سوى القليل.